# 物流不動産
物流不動産（ぶつりゅうふどうさん）は、物流センターや倉庫などの物流施設。

## 概要
物流不動産ビジネスには、マンションや商業施設といった一般の不動産と同じく、空き倉庫と荷主・テナントを結び付けるものが存在する。ただし、マンションや商業施設は床面積（平方メートル）を価値基準として算定するが、物流施設は荷物の保管効率をはかる空間（立方メートル）を基準にし価値を置く。また、物流施設の内部に必要な設備は、荷物や用途によって大きく変わる。立地なども、複数の要因から評価する。荷物や輸送方法（トラック・船・鉄道）が変われば、同じ施設でも評価は大きく変わる。
ITの普及により最近の物流業界はSCM化が進み、保管をメインにする保管型（DC）倉庫から、仕分け、加工などを中心に行う通過型（TC）機能を兼ね備えた物流施設が多くなっている。TC機能を持った最新の物流施設に集約し、物流コストを下げることも盛んに行われており、新規の物流施設は集約に対応し、大型化する傾向にあり、TC機能を兼ね備えた高機能型となっている。また近年ファンドによる投資用物件としてこのような超大型高機能物流施設の大量供給が行われている。
そのため、これら超大型物流施設への集約により中規模の物流施設に空きが生まれる。空きのできた中規模施設は、さらに小規模の施設が集約化する玉突き現象が起こっている。これにより物流不動産情報サイトの空き物件登録数が上昇し、小規模の物流施設に空きができる。大半の小規模施設は、古い保管型倉庫で、新規の荷主・テナントを見つけることが難しい。最新の動きとして、首都圏にある玉突き現象で空いてしまった古い保管型倉庫の再利活用として、倉庫の大空間を活かし他用途へ改修し付加価値を付けて他業種のテナントへ賃貸するRE・倉庫事業が活発化している。
大手の物流不動産プロバイダーのプロロジス、日本GLP、大和ハウス（物流不動産の御三家）が先進的物流施設の導入により物流業界を牽引している。
物流不動産で扱われる主な指標には次のようなものがある。
- 天井高
- 高床・低床
- 床荷重
- バース数
- エレベーター数
- 垂直搬送機数
- 空調設備
- ランプウェイ
- 庇下面積
- 耐震設備

など

## 主な物流施設のプロバイダー
- GLP - 世界的な物流不動産のプロバイダー
- プロロジス - 世界的な物流不動産のプロバイダー

## 物流不動産市場
日本の物流不動産市場について、2010年時点において物流大手の日本GLPとプロロジス（AMB含む）で、日本の物流不動産市場の床面積の51％の供給を行っていた。大手デベロッパーの三井不動産のシェア1％、ハウスメーカーの大和ハウス工業のシェアは2％程度である。
日本の物流不動産市場の主要プレーヤーと床面積シェア（2010）
| 順位 | 物件名称                  | シェア |
| ---- | ------------------------- | ------ |
| 1    | GLP（日本GLP）            | 26%    |
| 2    | プロロジス                | 15%    |
| 3    | AMB（プロロジスグループ） | 10%    |
| 4    | ラサール                  | 10%    |
| 5    | オリックス                | 7%     |
| 6    | 日ロジファンド投資法人    | 6%     |
| 7    | 日本レップ(グッドマン)    | 3%     |
| 8    | 野村不動産                | 3%     |
| 9    | 大和ハウス工業            | 2%     |
| 10   | メープルツリー            | 2%     |
| 11   | 産業ファンド投資法人      | 2%     |
| 12   | 三井不動産                | 1%     |

## 先進的物流施設の主なブランド
「先進的物流施設」という用語は、プロロジス、GLP（GLP投資法人）、三井不動産（三井不動産ロジスティクスパーク投資法人）、住友商事（SOSiLA物流リート投資法人） 等により使用されている。
先進的物流施設のブランド名
| デベロッパー名 | ブランド名           | 概要                                         |
| -------------- | -------------------- | -------------------------------------------- |
| GLP（日本GLP） | 「ALFALINK」         | GLP ALFALINK流山の延床面積90万㎡は世界最大級 |
| プロロジス     | 「プロロジスパーク」 |                                              |
| 三井不動産     | 「MFLP」             |                                              |
| 住友商事       | 「SOsiLA」           |                                              |

## 日本の物流REIT
- 日本ロジスティクスファンド投資法人
- GLP投資法人
- 日本プロロジスリート投資法人
- 三井不動産ロジスティクスパーク投資法人
- 三菱地所物流リート投資法人
- 伊藤忠アドバンス・ロジスティクス投資法人
- CREロジスティクスファンド投資法人
- SOSiLA物流リート投資法人